# Spéter Erzsébet
Spéter Erzsébet (Beszterce, 1915. július 1. – Budapest, 2007. augusztus 17.), mecénás, külföldre szakadt zsidó származású erdélyi magyar. Többször házasodott. Első férje Alexandr Gregoire Sucu, egy romániai herceg volt. Utolsó férje Henry, aki 1987 elején hunyt el és ezután döntött úgy, hogy egy jelentős összeget adományoz a magyar Nemzeti Színház javára (az 1987-es 200 000 dollár mellett 1988-ban 60 000 dollárt is felajánlott, illetve a Skála-Coop szervezésében létrejött Nemzeti Téglajegy létrejöttét is támogatta).

## Élete
Spéter Erzsébet az Amerikai Egyesült Államokbeli Miamiba emigrált, ahonnan az 1980-as években tért haza, és először Vitray Tamás Telefere című műsorában találkozhatott vele az ország. Az Amerikában élő magyar diaszpórán belül nem volt ismert személyiség. Országosan akkor lett közismert, amikor egy televíziós műsorban felajánlotta, hogy a vagyonából 200 000 dollárt ajánl fel a Nemzeti Színház építésének javára. Nem sokkal ez után jelentette be, hogy magyarországi művészek támogatására létrehozta az Erzsébet-díjat, amely 200 000 dollár éves kamatát (6 százalékát) ajánlotta fel a díjazott művészek számára. A díjat 1995-ig osztották ki.
Az 1980-as évek végén azonban a díj megítélése nem volt egységes. A kritikusok közül többen felháborodtak a televíziós adáson, melyben a kormány egyes tagjainak jelenlétében az adás készítői egyesek szerint túlzásba vitték a hálálkodást. Az esettel részletesen foglalkozott a Magyar Televízióban 1987 szilveszterén sugárzott Szuperbola című szatirikus műsor is. (A dolog háttere, hogy 20 000 dollár akkori árfolyamon nem is volt olyan túl nagy összeg, kb. 950 000 forint, ami a tervezett Nemzeti Színház építéséhez már akkor is 'aprópénz' volt. Az Erzsébet-díj értéke összesen 1987 végi árfolyamon 550 000 forint körül volt, de ezt több művész között osztották szét. Korabeli árfolyam: 47 HUF / 1 USD).
A magyar művészetet pártoló tevékenységéért cserébe a fent említett műsorban annyit kért Magyarországtól, hogy a majdan felépülő Nemzeti Színházban őrizze emlékét egy róla elnevezett Erzsébet Büfé. A kérését végül nem teljesítették.
Spéter Erzsébet senkihez sem hasonlítható megjelenéséről is híres volt: a már a nyolcvanas években is idős hölgy jellegzetes turbánban és ruházatban, erős sminkben és tagolt, lassú, tiszta beszédmodorával kitűnt a médiában szereplő személyek közül. Különös humoráról, az életről alkotott véleményéről is híres volt: 85 éves korában például felkérte néhány író barátját, hogy írják meg nekrológját. 
„Nyolcvanöt éves vagyok, ha tetszik, ha nem, gondolnom kell a kaszásra. Combnyaktörést, gutaütést valami csoda folytán már túléltem. Az orvosok mondták is: Erzsébet, maga elpusztíthatatlan, ennyi bajt más közönséges halandó aligha vészelt volna át. Ezért aztán nyugodtan froclizom a halált, amelytől soha nem féltem.”
Friderikusz Sándor egyik beszélgetős műsorában anyjává fogadta Spéter Erzsébetet. Közeli barátságban volt Hernádi Gyula íróval.
Életének utolsó éveiben – bőkezűen osztogatott – vagyonából nagyon kevés maradt, egy budai társasházban töltötte utolsó éveit. Idős kora és szaporodó betegségei miatt 24 órás ápolásra szorult.

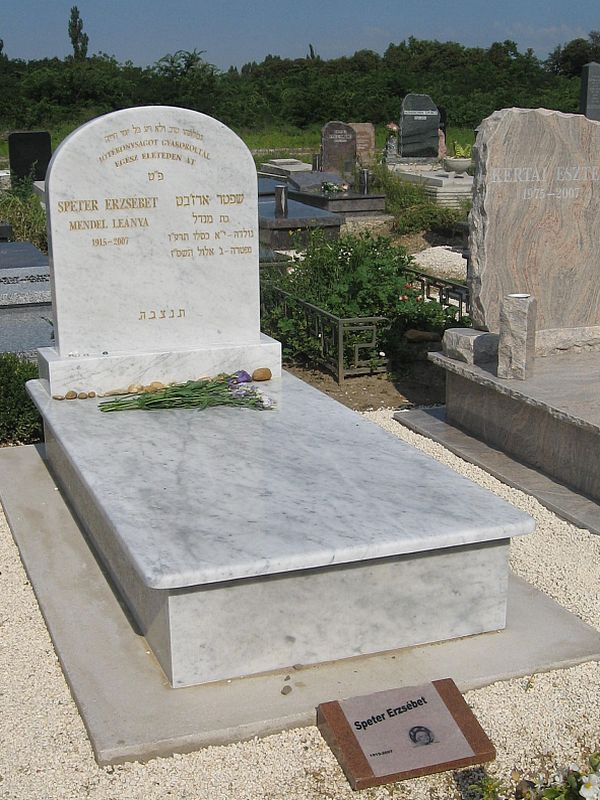
Spéter Erzsébet sírja Budapesten. Kozma utcai izraelita temető: 12/1-7-11.

2007. július 1-jén születésnapja tiszteletére és Spéter megsegítésére Volt egyszer egy Erzsébet-díj címmel gálaestet rendeztek (Huszák Zsóka jazz- és táncdalénekesnő kezdeményezésére), amelynek bevételét Erzsébet asszony gyógykezelésére fordították. A rendezvényen Psota Irén, Tordy Géza és egyéb Erzsébet-díjasok léptek fel.
Hosszú, sorozatos betegségei miatt 2007. augusztus 17-én hunyt el 92 évesen a budapesti Szent Ferenc Kórházban. Azt kérte, ha Magyarországon hal meg, hamvait szórják a Dunába. E kívánságát sem teljesítették. A Kozma utca 6. sz. alatti temetőben nyugszik.

## Emlékezete
- Rumán Sándor szobrászművész 1996-ban Galamberzsébet című, allegorikus domborműben () örökítette meg Spéter Erzsébet alakját; az alkotás a 2000-es évek eleje óta a solymári községháza folyosóin létesített állandó képzőművészeti kiállítás részét képezi.